# Cameraria aceriella
Cameraria aceriella är en fjärilsart som först beskrevs av James Brackenridge Clemens 1859.  Cameraria aceriella ingår i släktet Cameraria och familjen styltmalar. Inga underarter finns listade i Catalogue of Life.